# Ahmed Reda Tagnaouti
Ahmed Reda Tagnaouti (arabisch أحمد رضا التكناوتي, DMG Aḥmad Riḍā at-Taknāwutī; * 5. April 1996 in Fès) ist ein marokkanischer Fußballtorwart.

## Karriere

### Verein
Tagnaouti wurde an der König Mohammed VI.-Fußballakademie, einem Nachwuchs-Leistungszentrum in der marokkanischen Hauptstadt Rabat, ausgebildet. 2014 wechselte er in den Profibereich zu RS Berkane. Dort kam er in zweieinhalb Jahren lediglich auf zehn Einsätze. Anfang 2017 wurde er von Wydad Casablanca zunächst bis Saisonende ausgeliehen. Wydad gewann am Saisonende die Meisterschaft. Obwohl Tagnaouti nur auf einen Einsatz in der Liga kam, wurde er anschließend von Wydad fest verpflichtet und zu Beginn der Saison 2017/18 an IR Tanger weiterverliehen.
Bei Tanger avancierte Tagnaouti zum Stammtorhüter und war maßgeblich am Gewinn der ersten Meisterschaft in der Vereinsgeschichte beteiligt. 2018 kehrte er zu Wydad zurück und behielt auch hier seine Stammposition. 2019 stand er mit Wydad im Finale der CAF Champions League. Das Spiel wurde nach dem Abbruch des Rückspiels durch eine Entscheidung des Internationalen Sportgerichtshofes für den Finalgegner Espérance Tunis gewertet. Im Sommer 2023 wechselt Tagnaouti zu Maghreb Fez.

### Nationalmannschaft
Nach Einsätzen in der marokkanischen  U17- und Olympiamannschaft debütierte Tagnaouti am 10. Oktober 2017 in einem Testspiel gegen Südkorea in der marokkanischen A-Nationalmannschaft, als er zur zweiten Halbzeit für Yassine Bounou eingewechselt wurde.
Tagnaouti stand im marokkanischen Aufgebot für die Afrikanische Nationenmeisterschaft 2018, die vom 13. Januar bis zum 4. Februar 2018 in Marokko ausgetragen wurde. An diesem Turnier durften nur Spieler aus den heimischen Ligen teilnehmen. Marokko gewann den Wettbewerb.
Aufgrund seiner bemerkenswerten Leistungen in Tanger wurde Tagnaouti von Nationalcoach Hervé Renard als dritter Torhüter in den marokkanischen Kader bei der Weltmeisterschaft 2018 in Russland berufen, kam im Laufe des Turniers hinter Munir El Kajoui und Bounou jedoch nicht zum Einsatz.

## Erfolge
- CAF Champions League: 2022
- Marokkanische Meisterschaft: 2017, 2018, 2019 und 2021
- Afrikanische Nationenmeisterschaft: 2018 (ohne Einsatz)